# Glee (sæson 2)
Den anden sæson af den musikalske komedie-drama tv-serie Glee blev oprindeligt vist mellem den 21. september 2010 og 24. maj 2011 på Fox i USA. Den 22 episoder lange sæson blev produceret af 20th Century Fox Television og Ryan Murphy Television.
Serien er omhandlende koret New Directions på den fiktive William McKinley High School i byen Lima, Ohio. Sæson to følger klubben som vinder i de sektionsopdelte (episode 9) og de regionale (episode 16) konkurrencer, før de taber ved de nationale mesterskaber (sæsonfinale/episode 22) i New York, mens dens medlemmer  beskæftige sig med sex, parforhold, religion, homofobi, mobning, rygter, teenagedrikkere, død og andre sociale spørgsmål. De centrale karakterer er korets leder Will Schuester (Matthew Morrison), cheerleadercoach Sue Sylvester (Jane Lynch), vejleder Emma Pillsbury (Jayma Mays) og korets medlemmer Artie Abrams (Kevin McHale), Brittany Pierce (Heather Morris), Finn Hudson (Cory Monteith), Kurt Hummel (Chris Colfer), Mercedes Jones (Amber Riley), Noah "Puck" Puckerman (Mark Salling), Quinn Fabray (Dianna Agron), Rachel Berry (Lea Michele), Santana Lopez (Naya Rivera) og Tina Cohen-Chang (Jenna Ushkowitz). Wills ekskone Terri (Jessalyn Gilsig) og Kurt far Burt (Mike O'Malley) er ikke længere blandt de vigtigste karakterer.
Selvom mange af deindividuelle episoder blev modtaget med positive anmeldelser fra kritikerne, var den fulde sæsonens anmeldelser blandet. De musikalske forestillinger fra den anden sæson blev der flere af, efter succesen med den første sæson, hvor showet frigav fem soundtrack albums og over hundrede digitale singler.  To singler, " Teenage Dream" og "Loser Like Me", var de første til at have over 200.000 downloads i deres første uge efter udgivelsen i USA, og begge havnede i top ti i USA og Canada, og har været certificeret med guld i USA. Sæsonen blev nomineret til tolv Emmy Awards, fem Golden Globe Awards, fem Satellite Awards og over halvtreds andre udmærkelser. Tre dvd'er er udgivet med episoder fra sæsonen: Glee - Season 2, Volume 1 med episoderne fra et til ti, Glee - Season 2, Volume 2 med episoderne elleve til toogtyve, og Glee - The Complete Second Season.

## Episoder
| # | Total | Titel                        | Skrevet af          | Instrueret af                                            | Første sendedag    | Produktionskode | Amerikanske seere (i millioner) |
| --- | ----- | ---------------------------- | ------------------- | -------------------------------------------------------- | ------------------ | --------------- | ------------------------------- |
| 1 | 23    | "Audition""                  | Brad Falchuk        | Ian Brennan                                              | 21. september 2010 | 2ARC01          | 12.45                           |
| McKinley Highs kor og cheerleadingtrups budgetter skæres ned, for at afsætte flere penge til fodbold-programmet og dets nye fodboldtræner Shannon Beiste (Dot-Marie Jones), så instruktørerne Will Schuester og Sue Sylvester finder en ordningen til at få deres penge tilbabe. Finn og Rachel prøve at finde nye rekrutter til New Directions, men Rachel føler sig truet af talent en af rekruttere, Sunshine (gæstestjerne Charice), en udvekslingsstudent fra Filippinerne. Quinn afløser Santana som kaptajn for Cheerios, Finn er smidt af fodboldholdet og Tina og Mike (Harry Shum Jr.) begynder at date. |       |                              |                     |                                                          |                    |                 |                                 |
| 2 | 24    | "Britney/Brittany"           | Ryan Murphy         | Ryan Murphy                                              | 28. september 2010 | 2ARC02          | 13.51                           |
| 3 | 25    | "Grillede Cheesus"           | Alfonso Gomez-Rejon | Brad Falchuk                                             | 5. oktober 2010    | 2ARC03          | 11.20                           |
| 4 | 26    | "Duets"                      | Eric Stoltz         | Ian Brennan                                              | 12. oktober 2010   | 2ARC04          | 11.36                           |
| 5 | 27    | "The Rocky Horror Glee Show" | Adam Shankman       | Story: Ryan Murphy & Tim Wollaston Teleplay: Ryan Murphy | 26. oktober 2010   | 2ARC05          | 11.76                           |
| 6 | 28    | "Never Been Kissed"          | Bradley Buecker     | Brad Falchuk                                             | 9. november 2010   | 2ARC06          | 10.99                           |
| 7 | 29    | "The Substitute"             | Ryan Murphy         | Ian Brennan                                              | 16. november 2010  | 2ARC07          | 11.70                           |
| 8 | 30    | "Furt"                       | Carol Banker        | Ryan Murphy                                              | 23. november 2010  | 2ARC08          | 10.41                           |
| 9 | 31    | "Special Education"          | Paris Barclay       | Brad Falchuk                                             | 30. november 2010  | 2ARC09          | 11.68                           |
| 10 | 32    | "A Very Glee Christmas"      | Alfonso Gomez-Rejon | Ian Brennan                                              | 7. december 2010   | 2ARC10          | 11.07                           |
| 11 | 33    | "The Sue Sylvester Shuffle"  | Brad Falchuk        | Ian Brennan                                              | 6. februar 2011    | 2ARC11          | 26.80                           |
| 12 | 34    | "Silly Love Songs"           | Tate Donovan        | Ryan Murphy                                              | 8. februar 2011    | 2ARC12          | 11.58                           |
| 13 | 35    | "Comeback"                   | Bradley Buecker     | Ryan Murphy                                              | 15. februar 2011   | 2ARC13          | 10.53                           |
| 14 | 36    | "Blame It on the Alcohol"    | Eric Stoltz         | Ian Brennan                                              | 22. februar 2011   | 2ARC14          | 10.58                           |
| 15 | 37    | "Sexy"                       | Ryan Murphy         | Brad Falchuk                                             | 8. marts 2011      | 2ARC15          | 11.92                           |
| 16 | 38    | "Original Song"              | Bradley Buecker     | Ryan Murphy                                              | 15. marts 2011     | 2ARC16          | 11.15                           |
| 17 | 39    | "A Night of Neglect"         | Carol Banker        | Ian Brennan                                              | 19. april 2011     | 2ARC17          | 9.80                            |
| 18 | 40    | "Born This Way"              | Alfonso Gomez-Rejon | Brad Falchuk                                             | 26. april 2011     | 2ARC18          | 8.62                            |
| 19 | 41    | "Rumours"                    | Tim Hunter          | Ryan Murphy                                              | 3. maj 2011        | 2ARC19          | 8.85                            |
| 42 | 20    | "Prom Queen"                 | Eric Stoltz         | Ian Brennan                                              | 10. maj 2011       | 2ARC20          | 9.29                            |
| 21 | 43    | "Funeral"                    | Bradley Buecker     | Ryan Murphy                                              | 17. maj 2011       | 2ARC21          | 8.97                            |
| 22 | 44    | "New York"                   | Brad Falchuk        | Brad Falchuk                                             | 24. maj 2011       | 2ARC22          | 11.8011.80                      |

## Cast
De tolv vigtigste cast medlemmer fra den første sæson er tilbage i den anden: Matthew Morrison, som korets instruktør Will Schuester, Jane Lynch som cheerleadingcoach Sue Sylvester, Jayma Mays som vejleder Emma Pillsbury, Jessalyn Gilsig som Wills tidligere hustru Terri Schuester og Dianna Agron, Chris Colfer, Kevin McHale, Lea Michele, Cory Monteith, Amber Riley, Mark Salling og Jenna Ushkowitz som korets medlemmer Quinn Fabray, Kurt Hummel, Artie Abrams, Rachel Berry, Finn Hudson, Mercedes Jones, Noah "Puck" Puckerman og Tina Cohen-Chang. Heather Morris og Naya Rivera, der portrætterede de tidligere tilbagevendende roller Brittany Pierce og Santana Lopez blev forfremmet til seriens være blandt seriens hovedroller, ,  samt Mike O'Malley som Kurt far Burt Hummel.
Birolleindhavere Harry Shum Jr. og Ashley Fink havde øget deres roller som New Directions medlemmer Mike Chang og Lauren Zizes. To roller fra sæson vendte ikke tilbage: Dijon Talton som kormedlem Matt Rutherford blev skrevet ud af serien ved at have flyttet skole, , og Patrick Gallagher som fodboldtræner Ken Tanaka blev erstattet af Dot-Marie Jones som Shannon Beiste.  Tilbagevende bipersoner inkluderede Iqbal Theba som Principal Figgins, Stephen Tobolowsky som tidligere kor instruktør Sandy Ryerson, Romy Rosemont som Finns mor Carole Hudson, Max Adler som skolens bølle Dave Karofsky og James Earl som hans medbølle Azimio, Josh Sussman som skolens reporter Jacob Ben Israel, Lauren Potter som cheerleader Becky Jackson, Jonathan Groff som Rachel ex-kæreste Jesse St. James, og Kristin Chenoweth som tidligere korstjerne April Rhodes. Sæsonen introduceret flere nye tilbagevendende figurer: Chord Overstreet blev castet som den nye student Sam Evans; Darren Criss optrådte som Blaine Anderson, forsanger i det rivaliserende kor Dalton Academy Warblers, ; Cheyenne Jackson spillede Dustin Goolsby, leder for det rivaliserende koret Vocal Adrenaline; Charice optrådte som Sunshine Corazon, en udenlandsk udvekslingsstudent fra Filippinerne og en rival til Rachel, som i sidste ende slutter sig til Vocal Adrenaline; John Stamos spillede tandlæge Carl Howell , en kærlighedaffære for Emma; og Gwyneth Paltrow optrådte som vikar Holly Holliday.
Meat Loaf og Barry Bostwick, som begge medvirkede i The Rocky Horror Picture Show, dukkede op i Glee's Halloween Rocky Horror hyldest episode , hvor de spille de højreorienterede tvstationschefer og kolleger for Sue.  Adam Kolkin portrætteret en otte-årige Kurt i tredje episode af sæsonen, , og i den syvende episode blev der brugt børneskuespillere til portrættere medlemmerne af koret, som børn i børnehavealderen.  Sues mor Doris Sylvester blev også introduceret i denne sæson, spillet af Carol Burnett. Journalist Katie Couric lavet en gæsteoptræden, hvor hun interviewede Sue i episoden "The Sue Sylvester Shuffle".

### Hovedroller
| Skuespiller      | Rolle                 | Rollebeskrivelse       |
| ---------------- | --------------------- | ---------------------- |
| Matthew Morrison | Will Schuester        | Korleder               |
| Jane Lynch       | Sue Sylvester         | Cheerleadertræner      |
| Jayma Mays       | Emma Pillsbury        | Skolevejleder          |
| Jessalyn Gilsig  | Terri Schuester       | Wills tidligere hustru |
| Dianna Agron     | Quinn Fabray          | Cheerleaderleder       |
| Chris Colfer     | Kurt Hummel           |                        |
| Kevin McHale     | Artie Abrams          |                        |
| Lea Michele      | Rachel Berry          |                        |
| Cory Monteith    | Finn Hudson           |                        |
| Amber Riley      | Mercedes Jones        |                        |
| Mark Salling     | Noah "Puck" Puckerman |                        |
| Jenna Ushkowitz  | Tina Cohen-Chang      |                        |
| Heather Morris   | Brittany Pierce       | Cheerleader            |
| Naya Rivera      | Santana Lopez         | Cheerleader            |
| Mike O'Malley    | Burt Hummel           | Kurts far              |

### Biroller
| Skuespiller        | Rolle             | Rollebeskrivelse      |
| ------------------ | ----------------- | --------------------- |
| Harry Shum, Jr.    | Mike Chang        |                       |
| Ashley Fink        | Lauren Zizes      |                       |
| Dot-Marie Jones    | Shannon Beiste    | Skolens fodboldtræner |
| Iqbal Theba        | Principal Figgins | Skolens rektor        |
| Stephen Tobolowsky | Sandy Ryerson     |                       |
| Romy Rosemont      | Carole Hudson     | Finns mor             |
| Max Adler          | Dave Karofsky     |                       |
| James Earl         | Azimio            |                       |
| Josh Sussman       | Jacob Ben Israel  | Skolens reporter      |
| Lauren Potter      | Becky Jackson     | cheerleader           |
| Jonathan Groff     | Jesse St. James   |                       |
| Kristin Chenoweth  | April Rhodes      |                       |
| Chord Overstreet   | Sam Evans         |                       |
| Darren Criss       | Blaine Anderson   |                       |